# Krasiński-Platz (Warschau)

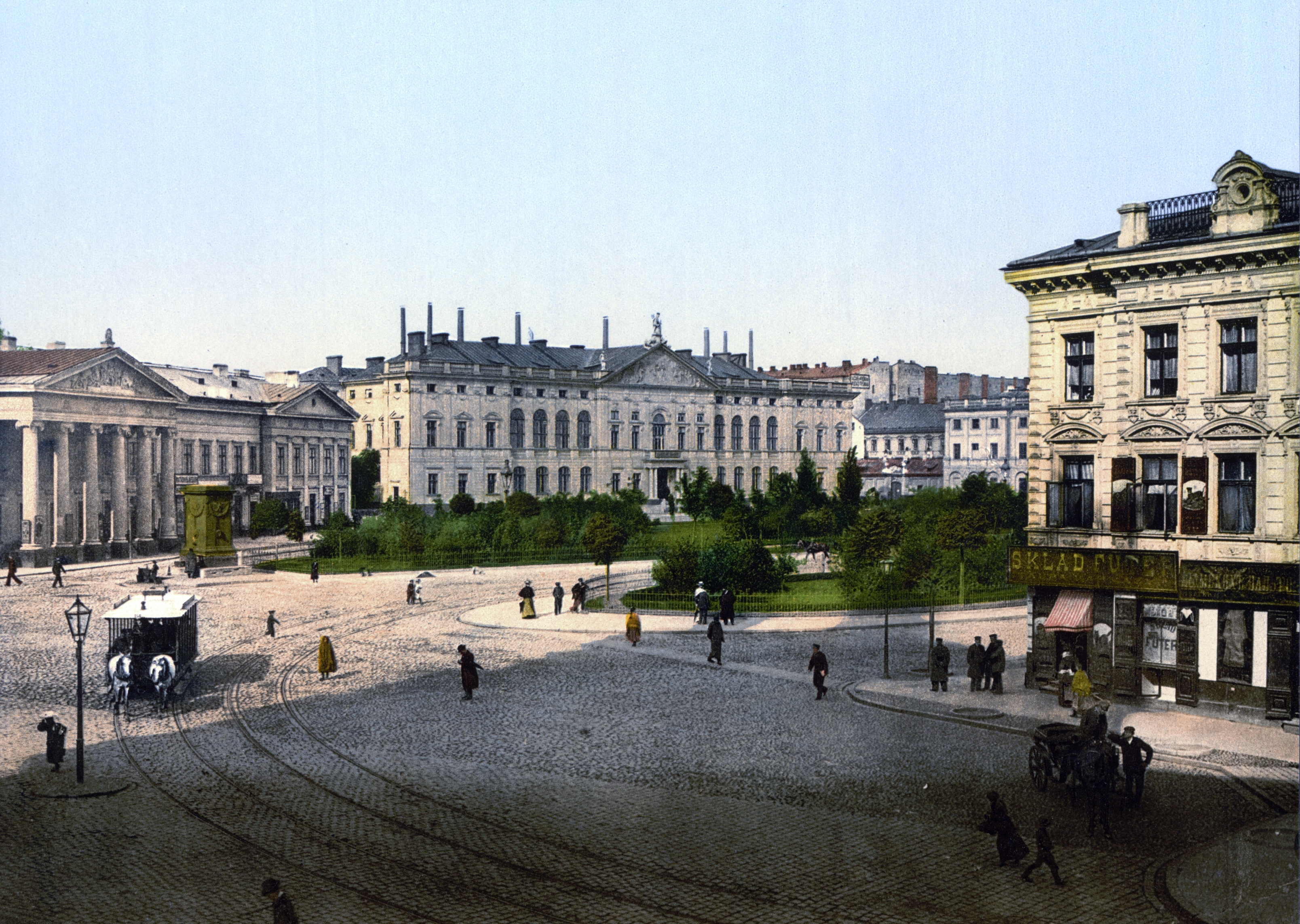
Krasiński-Platz, Ende des 19., Anfang des 20. Jahrhunderts mit dem Krasiński-Palast in Bildmitte und dem nicht mehr existierenden Badeni-Palast ganz links.

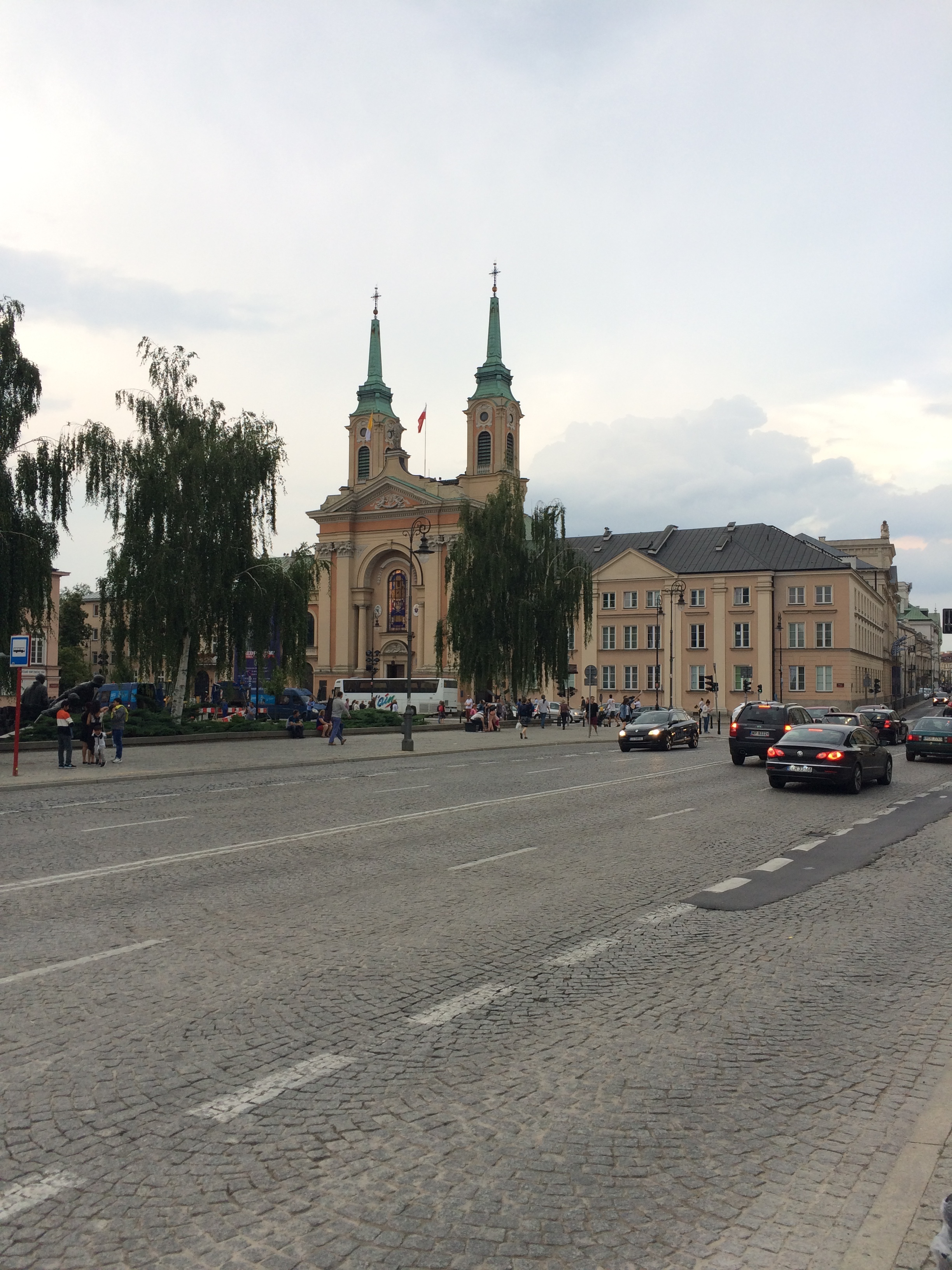
Krasiński-Platz mit Katedra polowa Wojska Polskiego (»Feld-Kathedrale der polnischen Armee«)

Der Krasiński-Platz (polnisch Plac Krasińskich) ist ein Platz in der Warschauer Neustadt im Bezirk Śródmieście (Stadtmitte). Er verbindet die vier Straßen Ulica Długa, Ulica Miodowa, Ulica Świętojerska und Ulica Bonifraterska.
An dem Platz liegen der namensgebenden Krasiński-Palast im Westen, das Gebäude des Obersten Gerichts (Gmach Sądu Najwyższego) im Norden (das Gebäude überbaut dort die Straße) und Osten sowie von der Feld-Kathedrale der polnischen Armee (Katedra polowa Wojska Polskiego) im Südosten. Außerdem befindet sich das 1989 errichtete Denkmal des Warschauer Aufstandes auf dem Platz.

## Bedeutende angrenzende Gebäude, Denkmäler und Parks
- Krasiński-Palast
- Oberstes Gericht
- Denkmal des Warschauer Aufstandes
- Krasiński-Park (Ogród Krasińskich)